# Ordem do Império
A Ordem do Império, denominada até 1951 de Ordem do Império Colonial, foi uma Ordem Nacional honorífica portuguesa criada a 13 de Abril de 1932 e extinta após o 25 de Abril de 1974.
O seu objectivo era homenagear aqueles que prestaram serviços distintos, ao serviço do governo, administração e diplomacia, na colonização do Ultramar; ou serviços na Marinha Mercante, nos Transportes Aéreos, e outros, em prol do território português Os agraciados com a extinta Ordem do Império mantêm o direito ao uso das respectivas insígnias.

## Organização
A Ordem era composta por cinco graus:
- Grã-Cruz (GCIC / GCI)
- Grande-Oficial (GOIC / GOI)
- Comendador (ComIC / ComI)
- Oficial (OIC / OI)
- Cavaleiro (CvIC / CvI) / Dama (DmIC / DmI)

Tal como outras Ordens portuguesas, o grau de Membro-Honorário (MHIC / MHI) podia ser atribuído a instituições e localidades.

## Insígnias

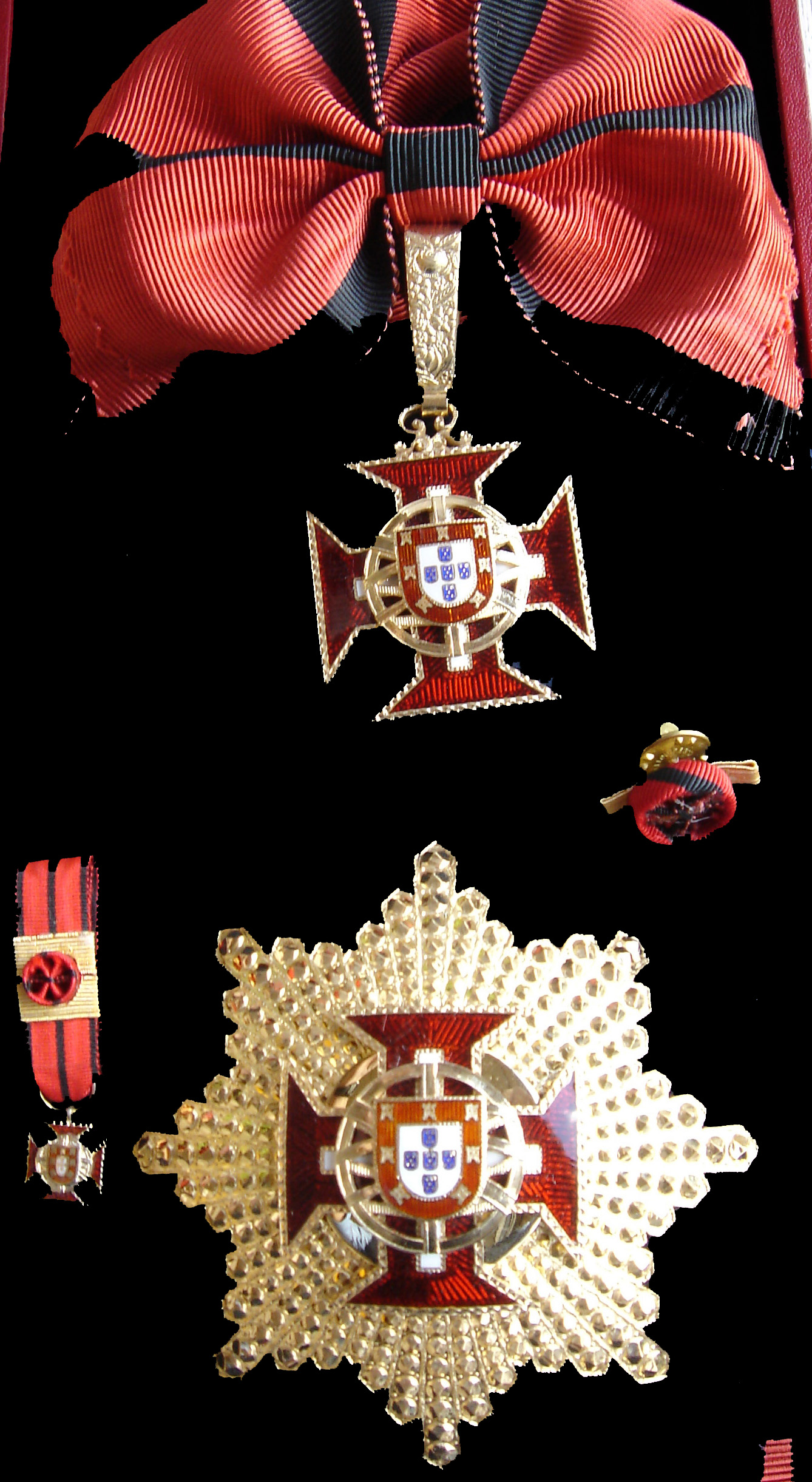
Insígnias de Grã-Cruz.

A Ordem do Império tinha como insígnias o distintivo, a banda, a fita, a placa e a medalha. A Ordem tinha ainda como insígnias a miniatura e a roseta.

### Distintivo
O distintivo da Ordem era uma Cruz de Cristo, com uma esfera armilar e o escudo nacional por cima. A cruz estava suspensa por uma fita vermelha, de contorno preto, com uma lista preta ao meio.

### Placa
A placa da Ordem, com o distintivo no centro, era de ouro para os graus de Grã-Cruz e Grande-Oficial e de prata para o de Comendador. 

### Fita
O distintivo estava suspenso por uma fita de seda vermelha, de contorno negro, com uma lista negra ao meio.